# U & Mi
A U & Mi című 1991-ben megjelent dal a nigéria Dr. Alban Hello Afrika című debütáló nagylemezének harmadik kislemeze. A dal számos országban helyezést ért el.

## Tracklista
CD kislemez
1. "U & Mi" (ee-e motion mix) — 6:30
2. "U & Mi" (swe&me mix) — 5:11
3. "U & Mi" (swe-tech mix) - 7:11 cd bonus track

7" kislemez
1. "U & Mi" (radio mix) — 3:45
2. "U & Mi" (instrumental mix) — 3:32

12" kislemez remix
1. "U & Mi" (e-type mix) — 7:08
2. "U & Mi" (swe& me mix) — 5:13

## Slágerlista

### Legmagasabb helyezések
| Slágerlista (1991)                 | Legmagasabb helyezés |
| ---------------------------------- | -------------------- |
| Ausztria (Ö3 Austria Top 40)       | 11                   |
| Németország (Media Control Charts) | 14                   |
| Svédország (Sverigetopplistan)     | 20                   |
| Svájc (Schweizer Hitparade)        | 9                    |

## Külső hivatkozások
- A dal Dailymotion oldalán[8]